# Santa Maria Val Müstair
Santa Maria Val Müstair (hasta 1995 oficialmente en alemán Santa Maria im Münstertal) era una comuna suiza del cantón de los Grisones. El 1 de enero de 2009 se fusionó con las antiguas comunas de Fuldera, Lü, Müstair, Tschierv y Valchava, constituyendo así la nueva comuna de Val Müstair.